# Melhania kelleri
Melhania kelleri är en malvaväxtart som beskrevs av Schinz. Melhania kelleri ingår i släktet Melhania och familjen malvaväxter. Inga underarter finns listade i Catalogue of Life.